# Paterwa (Bara)
Paterwa (nep. पटेर्वा) – gaun wikas samiti w środkowej części Nepalu w strefie Narajani w dystrykcie Bara. Według nepalskiego spisu powszechnego z 2001 roku liczył on 527 gospodarstw domowych i 3238 mieszkańców (1586 kobiet i 1652 mężczyzn).